# Leopoldo Fernando de Áustria-Toscana
Leopoldo Wölfling (em alemão: Leopold Wölfling) (Salzburgo, 2 de dezembro de 1868 - Berlim, 4 de julho de 1935), foi um príncipe da Toscana e arquiduque da Áustria. Era o filho mais velho de Fernando IV, Grão-Duque da Toscana, e da princesa Alice de Bourbon-Parma.
Renunciou seus direitos ao trono da Toscana e adotou o nome de Leopold Wölfling, vivendo o resto da vida como um cidadão comum.

## Biografia

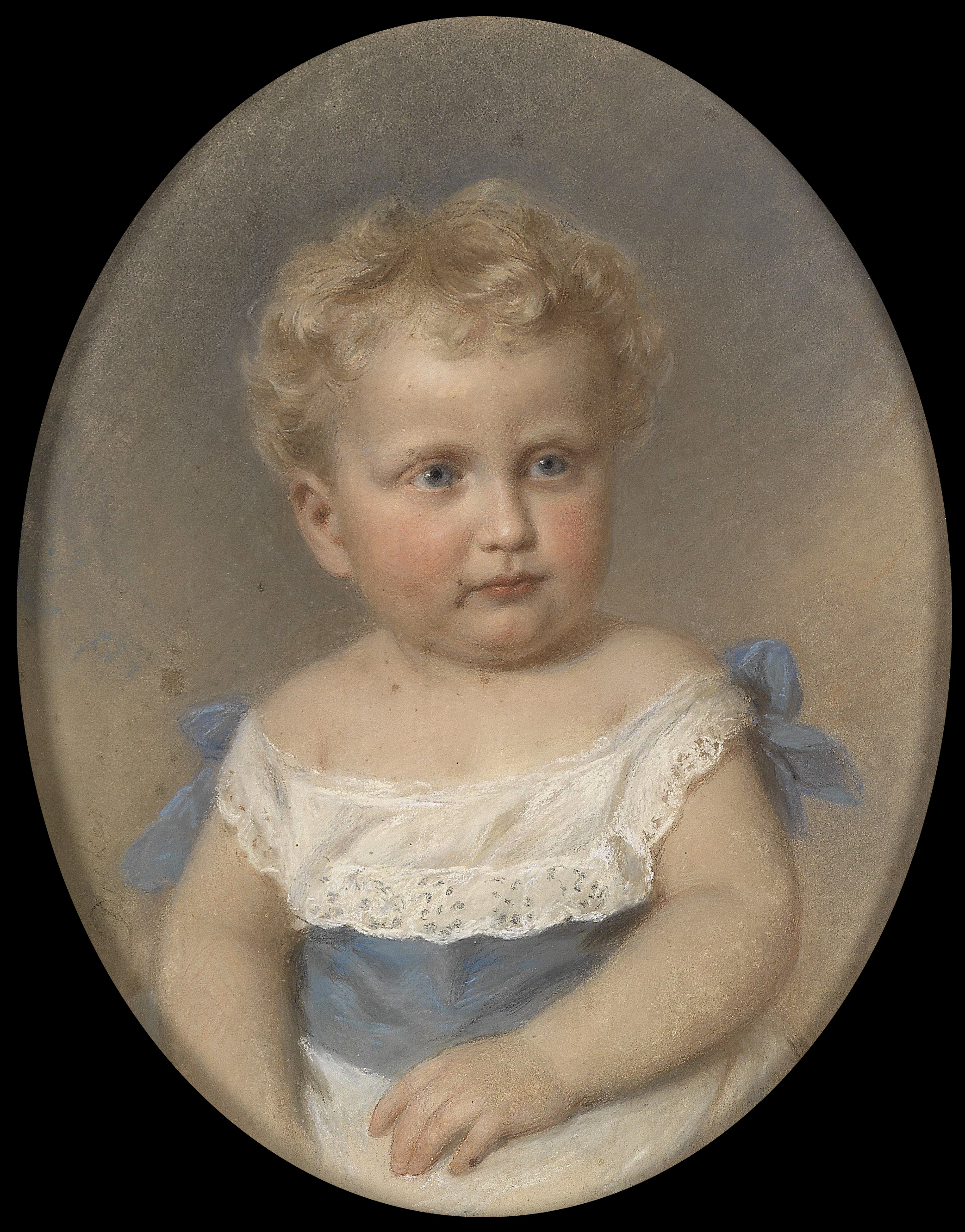
Leopoldo Fernando em criança, por Georg Decker

Ao nascer foi nomeado como Leopoldo Fernando Salvador Maria José João Batista Zenóbio Rodolfo Luís Carlos Jaime Viviano de Habsburgo-Lorena (em alemão: Leopold Ferdinand Salvator Marie Joseph Johann Baptist Zenobius Rupprecht Ludwig Karl Jacob Vivian von Österreich-Lothringen). Era filho de Fernando IV da Toscana e da sua segunda esposa Alice de Bourbon-Parma.
Entre 1892 e 1893, ele acompanhou o arquiduque Francisco Fernando da Áustria-Hungria em uma viagem marítima pelo Canal de Suez até a Índia e a Austrália. Os dois brigaram durante a viagem e Leopoldo retornou à Áustria. Rejeitado pela marinha austro-húngara, ele entrou no regimento de infantaria em Brno. Ele foi nomeado coronel do 81° Regimento FZM Barão von Waldstätten.

Monograma de Leopoldo Fernando de Áustria-Toscana

Leopoldo se apaixonou por uma prostituta e sofria de alcoolismo. Seus pais lhe ofereceram 100 mil florins, a fim de deixar sua amante. Em 29 de dezembro de 1902, foi anunciado que o imperador Francisco José I da Áustria aceitara o pedido de Leopoldo de renunciar ao seu título de arquiduque. Seu nome foi removido da lista da Ordem do Tosão de Ouro e do exército, e o ex-arquiduque recebeu o nome de Leopold Wölfling. Ele foi proibido de entrar na Áustria e tornou-se cidadão suíço. No entanto, seus pais lhe deram 200 mil florins como renda, o que ficou aquém da Primeira Guerra Mundial e a queda da dinastia dos Habsburgos.
De volta à Áustria, abriu uma loja de delicatesse em Viena, onde vendia salame e azeite.
Em 1924, Wölfling publicou uma biografia em tcheco, Poslední Habsburkové: vzpomínky uno úvahy (Último dos Habsburgos: memórias e pensamentos). Em 1930, uma edição em inglês apareceu com o título Minha História de Vida: Do Arquiduque a Tragédia Grega, publicado em Londres pela Hutchinson & Co. A edição americana apareceu em 1931, publicada em Nova York por Dutton. Uma edição em língua alemã de 1935 foi publicada na Áustria por Selle-Eysler.

## Casamentos
Leopoldo casou-se três vezes:
- 25 de julho de 1903 com Wilhelmine Adamowicz.
- 26 de outubro de 1907 com Maria Ritter.
- 1933 com Klara Pawlowski.

## Genealogia
| Leopoldo Fernando de Áustria-Toscana | Pai: Fernando IV da Toscana             | Avô paterno: Leopoldo II, Grão-duque da Toscana | Bisavô paterno: Fernando III, Grão-duque da Toscana |
| Leopoldo Fernando de Áustria-Toscana | Pai: Fernando IV da Toscana             | Avô paterno: Leopoldo II, Grão-duque da Toscana | Bisavó paterna: Luísa das Duas Sicílias             |
| Leopoldo Fernando de Áustria-Toscana | Pai: Fernando IV da Toscana             | Avó paterna: Maria Antónia das Duas Sicílias    | Bisavô paterno: Francisco I das Duas Sicílias       |
| Leopoldo Fernando de Áustria-Toscana | Pai: Fernando IV da Toscana             | Avó paterna: Maria Antónia das Duas Sicílias    | Bisavó paterna: Maria Isabel de Bourbon             |
| Leopoldo Fernando de Áustria-Toscana | Mãe: Alice de Bourbon-Parma (1849-1935) | Avô materno: Carlos III de Parma                | Bisavô materno: Carlos II de Parma                  |
| Leopoldo Fernando de Áustria-Toscana | Mãe: Alice de Bourbon-Parma (1849-1935) | Avô materno: Carlos III de Parma                | Bisavó materna: Maria Teresa de Saboia (1803-1879)  |
| Leopoldo Fernando de Áustria-Toscana | Mãe: Alice de Bourbon-Parma (1849-1935) | Avó materna: Luísa de Bourbon                   | Bisavô materno: Carlos Fernando, Duque de Berry     |
| Leopoldo Fernando de Áustria-Toscana | Mãe: Alice de Bourbon-Parma (1849-1935) | Avó materna: Luísa de Bourbon                   | Bisavó materna: Carolina das Duas Sicílias          |